# Olympische Sommerspiele 1984/Teilnehmer (Saudi-Arabien)
| Gelbes Symbol für Goldmedaillen mit stilisierten Olympischen Ringen | Graues Symbol für Silbermedaillen mit stilisierten Olympischen Ringen | Braundes Symbol für Bronzemedaillen mit stilisierten Olympischen Ringen |
| ------------------------------------------------------------------- | --------------------------------------------------------------------- | ----------------------------------------------------------------------- |
| —                                                                   | —                                                                     | —                                                                       |

Saudi-Arabien nahm an den Olympischen Sommerspielen 1984 in Los Angeles mit einer Delegation von 37 männlichen Athleten an elf Wettbewerben in fünf Sportarten teil. Sie gewannen keine Medaillen.

## Teilnehmer nach Sportarten

### Bogenschießen
- Faisal al-Basam
Einzel: 61. Platz

- Mansour al-Hamad
Einzel: 59. Platz

- Youssef Jawdat
Einzel: 62. Platz

### Fechten
- Mohamed Ahmed Abu Ali
Degen, Einzel: 56. Platz
Degen, Mannschaft: 15. Platz

- Nassar al-Dosari
Degen, Mannschaft: 15. Platz

- Khaled Fahd al-Rasheed
Florett, Einzel: 46. Platz

- Rashid Fahd al-Rasheed
Degen, Einzel: 58. Platz
Degen, Mannschaft: 15. Platz

- Abdullah al-Zawayed
Florett, Einzel: 49. Platz

- Jamil Mohamed Bubashit
Degen, Einzel: 52. Platz
Degen, Mannschaft: 15. Platz

- Majed Abdul Rahim Habib Ullah
Florett, Einzel: 42. Platz

### Fußball
- Männerturnier
Gruppenphase

- Kader
1 Mohammed al-Husain
2 Sami al-Dosari
3 Hussein al-Bishi
4 Samir Abdul Shakour
5 Abdullah Masoud
6 Ahmad al-Bishi
7 Shaye al-Nafisah
8 Ahmed Bayazid
9 Madschid Mohammed Abdullah
10 Fahad al-Mosaibeth
11 Muhaisen al-Dosari
12 Salman Ghassan al-Dosari
13 Mohammad al-Jawad
14 Saleh Khalifa al-Dosari
15 Nawaf al-Khamis (ohne Einsatz)
16 Omar Ba Kashwain
21 Abdullah al-Deayea (ohne Einsatz)

### Radsport
- Hassan al-Absi
Straßenrennen: DNF
100 Kilometer Mannschaftszeitfahren: 24. Platz

- Ali al-Ghazawi
Straßenrennen: DNF

- Ahmed al-Saleh
100 Kilometer Mannschaftszeitfahren: 24. Platz

- Mohammed al-Shanqiti
Straßenrennen: DNF
100 Kilometer Mannschaftszeitfahren: 24. Platz

- Abdullah al-Shaye
Straßenrennen: DNF

- Rajab Moqbil
100 Kilometer Mannschaftszeitfahren: 24. Platz

### Schießen
- Safaq al-Anzi
Schnellfeuerpistole: 46. Platz

- Sayed al-Asibi
Schnellfeuerpistole: 50. Platz

- Khuwaled al-Harthi
Luftgewehr: 50. Platz

- Manhi al-Mutairy
Freie Pistole: 48. Platz

- Talak al-Otaibi
Kleinkaliber, liegend: 52. Platz

- Abdullah al-Usaimi
Kleinkaliber, liegend: 55. Platz